# روی اکسید
روی اکسید (به انگلیسی: ZINC OXIDE) که در کتاب‌های کهن توتیا نامیده می‌شود، ترکیب غیر آلی با فرمول ZnO و به شکل پودری سفید رنگ و غیر محلول در آب است.

## کاربردها

### توتیا
توتیا اکسید ناخالص فلز روی (روی اکسید) است. در گذشته از توتیا برای ساختن فلز برنج و همچنین درمان بیماری‌های چشم بهره می‌گرفتند.
در قدیم آن را سنگ سرمه نیز می‌گفتند و برای آن سه گونه قائل بودند: زرد، کبود و توتیای قلم که توتیای قلم کرمانی بهترین نوع آن بود.
واژهٔ توتیا را عربی شده واژه فارسی دوده‌ها دانسته‌اند.
توتیا امروزه نیز با نام زینک اکساید در پودر بچه، پمادهای پوستی، کرم ضدآفتاب، شامپو ضدشوره و… استفاده می‌شود.
توتیا از اکتشافات ایرانیان بوده و بنابر گزارش مارکوپولو، روش استخراج آن به طریق تقطیر بخار حاصل از ذوب سنگ روی بر میله‌های فولادی سرد بوده‌است.

### مصارف صنعتی
این ترکیب در ساخت مواد فراوانی در صنعت مانند پلاستیک، سرامیک، شیشه، سیمان، لاستیک (تایر اتومبیل)، نرم‌کننده، رنگ‌ها، مومها، چسب، غذاها، باتری و… استفاده می‌شود. پودر اکسید زینک کاربردهای فراوانی دارد. کاربردهای اصلی آن به صورت خلاصه ارائه می‌شود. بیشتر کاربردها از واکنش روی اکسید به عنوان ماده تشکیل دهنده سایر اجزای روی استفاده می‌کنند. کاربرد آن در علم مواد شامل ضریب شکست بالا، رسانایی حرارتی بالا، آنتی‌بیوتیک و مواد محافظ اشعه UV می‌باشد. به طریق مشابه به موادی مثل پلاستیک، سرامیک، شیشه، چوب، سیمان، رنگ، گریس، پماد، چسب، مهر، رنگ‌دانه، باتری، مواد به کار رفته در اطفاء حریق و بسیاری موارد دیگر استفاده می‌شود.

### مصارف دارویی
در پزشکی و بهداشت این ترکیب با نام زینک اکساید در پودر بچه، پمادهای پوستی، کرم ضدآفتاب، شامپو ضدشوره و… استفاده می‌شود. پماد زینک اکساید در درمان ضایعات پوستی مستعد عفونت مانند سوختگی، اگزما، سوختگی پای نوزادان، خراشیدگی و گزش حشرات. ضد التهاب خفیف پوستی و همچنین در ترکیب کالامین به عنوان ضد خارش کاربرد دارد.
روی اکسید دارای خواص مرطوب‌کننده، آنتی‌بیوتیکی و دئودورانت است. به دلیل آثار ضد سبوم و منعکس‌کننده اشعه UV در ترکیب کرم‌های ضدآفتاب نیز استفاده می‌شود.

### مصارف آرایشی
روی اکسید مصارف فراوانی در صنایع آرایشی دارد. این ترکیب می‌تواند اشعه UV خورشید را جذب کرده و از پوست در مقابل آفتاب سوختگی و سایر خسارات اشعه UV محافظت نماید.
روی اکسید یکی از مهم‌ترین ترکیبات مواد آرایشی معدنی است. از آنجا روی اکسید توسط پوست قابل جذب نیست بنابراین باعث هیچ گونه حساسیت پوستی نمی‌شود و غیر حساسیت زا و غیر جوش زا می‌باشد.
همچنین در تولید دئودورانت‌ها و صابون‌ها کاربرد دارد. این ترکیب در حذف بوی بد بدن و جلوگیری از رویش باکتری‌ها کمک می‌کند و به خوبی موجب تسکین هر گونه حساسیت پوستی می‌شود.

## روش تولید
تولید روی اکسید از طریق اکسیداسیون فلز روی در فاز بخار یا از طریق تکلیس کربنات روی انجام می‌شود. در روش اکسیداسیون، فلز روی در کوره به حالت مذاب درآمده و سپس جوشانده می‌شود، بخارات حاصل از طریق مکنده وارد مبرد شده و حین سرد شدن به روی اکسید با خلوص و کیفیت بالا تبدیل می‌شود، مواد حاصل به آسیاب منتقل شده و آمادهٔ بسته‌بندی می‌باشد.